# 斯特羅姆內斯灣

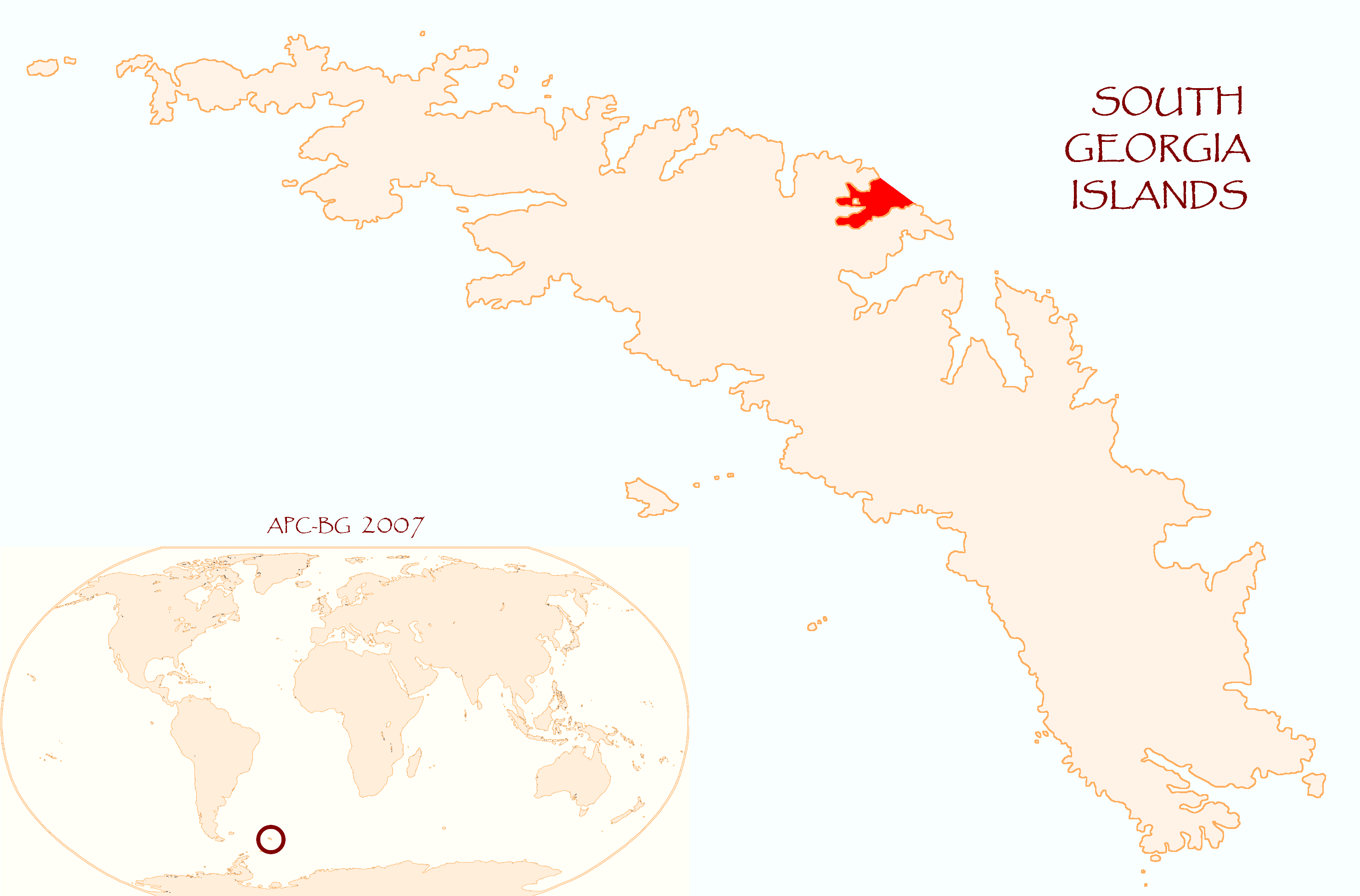
斯特羅姆內斯灣在南喬治亞島的位置

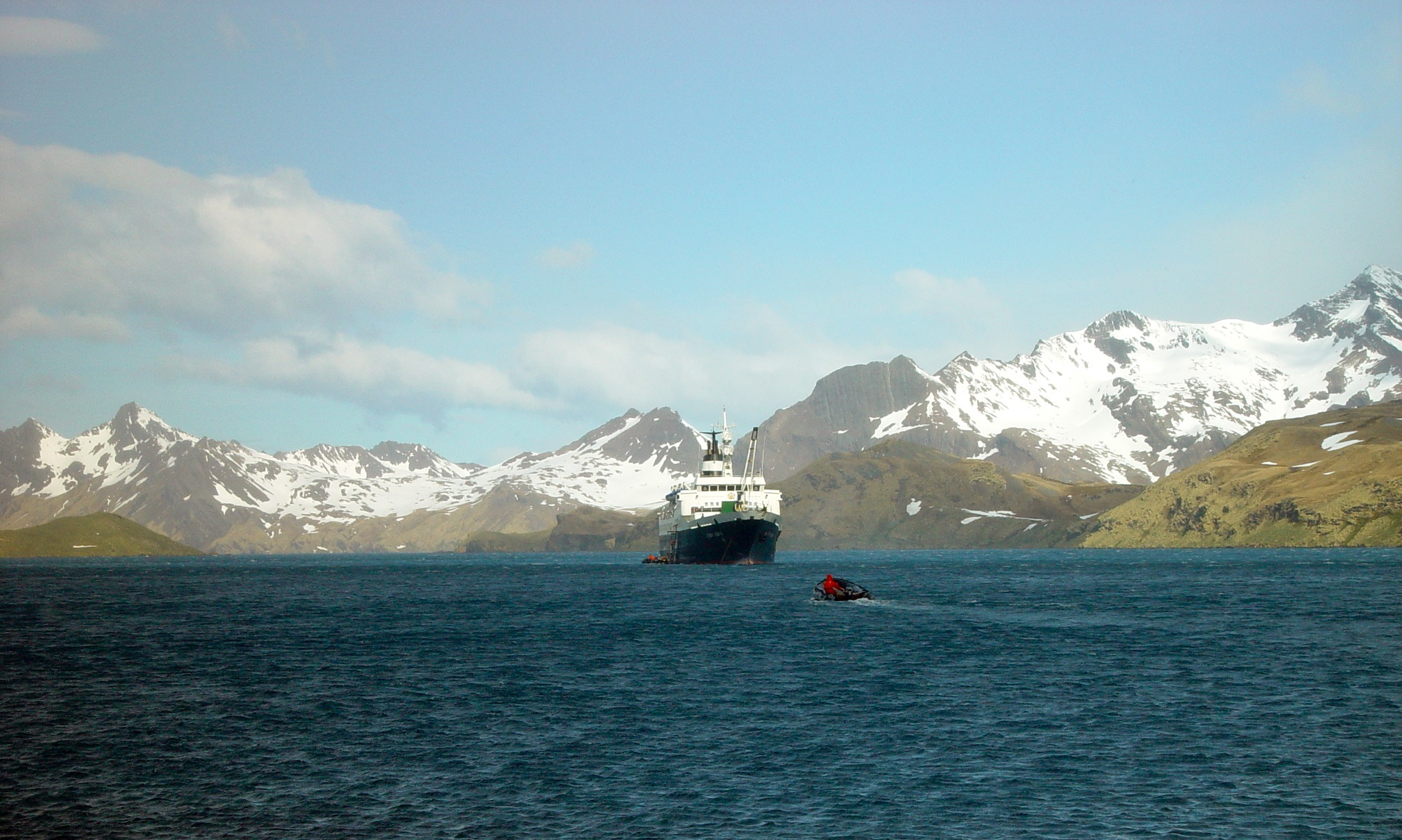

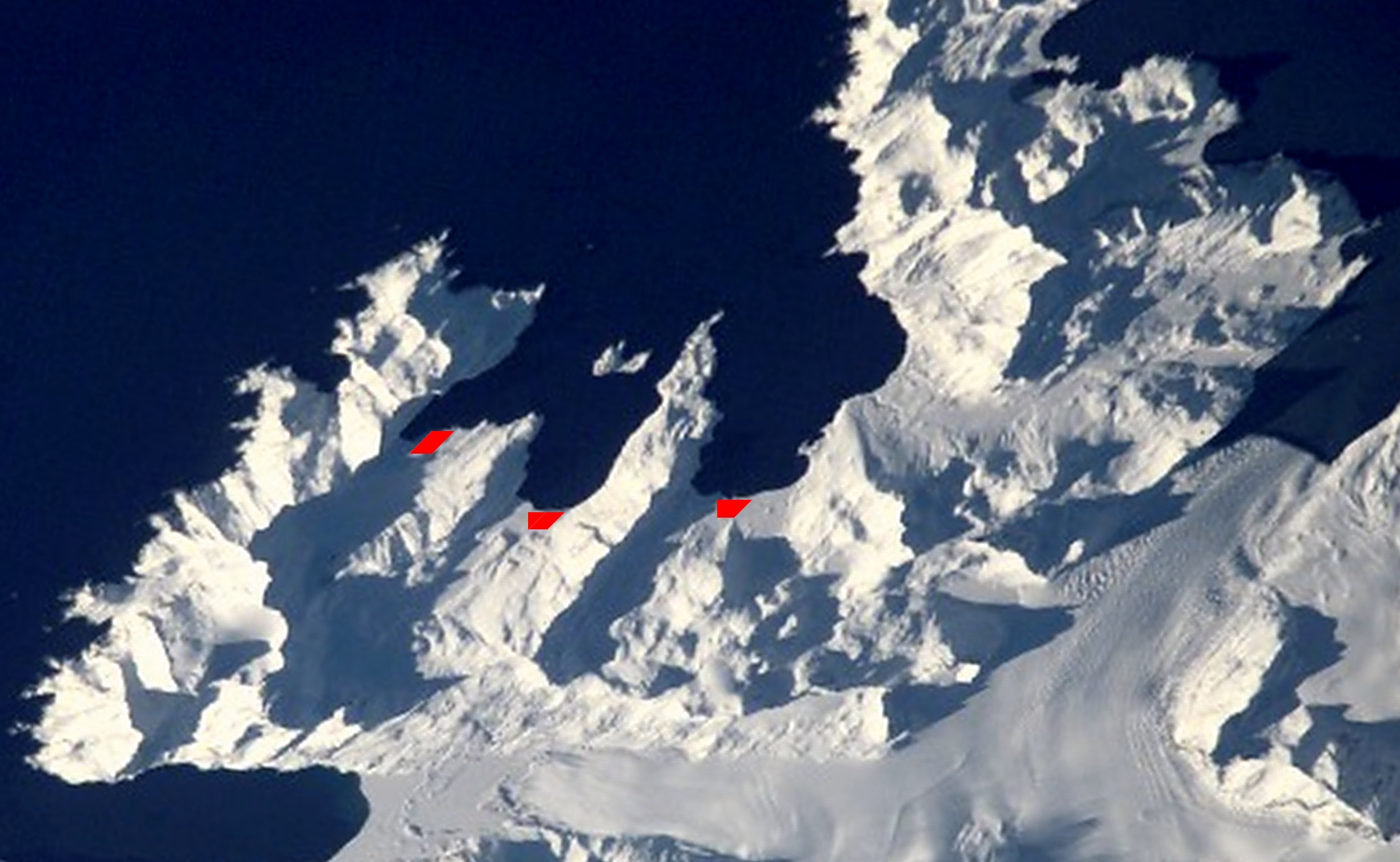

斯特羅姆內斯灣（英語：Stromness Bay）是南極洲的海灣，位於南喬治亞島北岸，寬4.8公里，在1775年由英國探險家詹姆斯·克拉克·羅斯率領的探險隊發現，以蘇格蘭的城鎮斯特羅姆內斯命名。
54°9′S 36°38′W / 54.150°S 36.633°W